# (8755) Querquedula
(8755) Querquedula (4586 P-L) – planetoida z pasa głównego asteroid okrążająca Słońce w ciągu 5,79 lat w średniej odległości 3,22 au. Odkryta 24 września 1960 roku.